# Edward Jellico
Kapitan Edward Jellico to fikcyjna postać w świecie Star Treka w którą wcielił się amerykański aktor Ronny Cox. Kapitan Jellico pojawia się w dwu częściowym odcinku Star Trek Następne Pokolenia pod tytułem „Łańcuch dowodzenia” (sezon 6 odcinki 10 i 11). Jellico przejmuje dowództwo nad USS Enterprise po tym jak kapitan Picard porucznik Worf i dr. Crusher zostają wysłani z tajną misją na planetę Unii Kardasjańskiej.

## Historia Postaci
Swoją karierę we Flocie Gwiezdnej Edward Jellico rozpoczął jako pilot promów w ziemskim układzie słonecznym. Przez kilka lat latał na trasie z Ziemi na stację kosmiczną Jupiter znajdującą się na orbicie Jowisza. W czasie pierwszej wojny granicznej Federacji z Unią Kardasjańską walczył na froncie, był też członkiem ekipy która wynegocjowała traktat pokojowy i ustaliła przebieg granicy. Wiadome jest, że do czasu otrzymania przydziału na USS Enterprise-D, Jellico dowodził okrętem floty klasy Exelcior, USS Cairo.